# Août 1924

## Événements
- 3 août : Grand Prix de France à Lyon. Le pilote italien Giuseppe Campari s'impose sur une Alfa Romeo.

- 6 - 13 aout : le 16e congrès mondial d’espéranto a lieu à Vienne. Il est suivi par 3054 participants.

- 28 août - 5 septembre : soulèvement d'août en république socialiste soviétique de Géorgie contre la domination soviétique.

- 30 août : adoption du Reichsmark.
  - Redressement économique de l’Allemagne (1924-1929). Assainissement et rationalisation de l’industrie. En février, le gouvernement impose une revalorisation des anciens titres, ce qui est en réalité, une véritable banqueroute. En avril, la Reichsbank refuse tout nouveau crédit, ce qui oblige les industriels et les commerçants à rapatrier leurs avoirs de l’étranger. Le 30 août, le Rentenmark est remplacé par le Reichsmark (RM), gagé sur l’or. Ces mesures radicales ont ruiné une partie importante de la population.

## Naissances
- 2 août :
  - James Baldwin, écrivain américain († 1er décembre 1987).
  - Carroll O'Connor, acteur américain († 21 juin 2001).
  - Ángel Luis Bienvenida, matador espagnol († 3 février 2007).
- 5 août : Kéba Mbaye, juriste sénégalais, vice-président de la Cour pénale internationale de 1981 à 1990, président du Tribunal arbitral du sport, ancien vice-président du CIO († 11 janvier 2007).
- 7 août : Jean Dorst, naturaliste français († 8 août 2001).
- 11 août : Boris Karlov, accordéoniste bulgare († 12 décembre 1964).
- 12 août : Lucy Salani, femme trans italienne survivante de la Shoah († 22 mars 2023).
- 13 août : Serafim Fernandes de Araújo, cardinal brésilien, archevêque émérite de Belo Horizonte († 8 octobre 2019).
- 16 août : Fess Parker, acteur américain († 18 mars 2010).
- 22 août : Andimba Toivo ya Toivo, homme politique namibien († 9 juin 2017).
- 23 août :
  - Madeleine Riffaud, de la résistance, poétesse, journaliste et correspondante de guerre française († 6 novembre 2024).
  - Robert Solow, économiste américain, prix Nobel 1987 († 21 décembre 2023).

## Décès
- 29 août : Francis Barraud, peintre britannique (° 16 juin 1856).